# سیسکو هایتس (واشینگتن)
سیسکو هایتس (به انگلیسی: Sisco Heights) یک منطقهٔ مسکونی در ایالات متحده آمریکا است که در واشینگتن واقع شده‌است. سیسکو هایتس ۲٬۶۹۶ نفر جمعیت دارد و ۱۳۷ متر بالاتر از سطح دریا واقع شده‌است.